# JS Global Lifestyle
JS Global Lifestyle Co., Ltd. (chinesisch JS环球生活, Pinyin JS Huánqiú Shēnghuó) ist ein Hersteller von Haushaltsgeräten aus Hangzhou. Der Firmengründer des chinesischen Hausgerätenherstellers Joyoung Wang Xuning (王旭宁) strukturierte JS Global als Holding im Oktober 2017 nach der Übernahme der US-Firma SharkNinja. Am 19. Dezember 2019 begann der Handel mit Aktien der Firma an der Hong Kong Stock Exchange.